# Isla Picton
La isla Picton es un territorio insular del sur de Chile, en el sector sudeste del archipiélago de Tierra del Fuego, en el extremo austral de América del Sur. Se sitúa al este de la isla Navarino, al oeste de la isla Nueva, al norte de la isla Lennox, y al sur de la isla Grande de Tierra del Fuego sobre el mar de la Zona Austral. Pertenece administrativamente a la comuna de Cabo de Hornos, Provincia Antártica Chilena, XII Región de Magallanes y de la Antártica Chilena. La posesión de esta, y otras islas fue el centro del Conflicto del Beagle entre Chile y la Argentina.

## Toponimia
El nombre en idioma yagán con que los yaganes identificaban a la isla Picton era: «Shukaku». Posteriormente fue desplazado por el nombre en inglés y actual: «isla Picton».

## Descripción geográfica

### Características generales

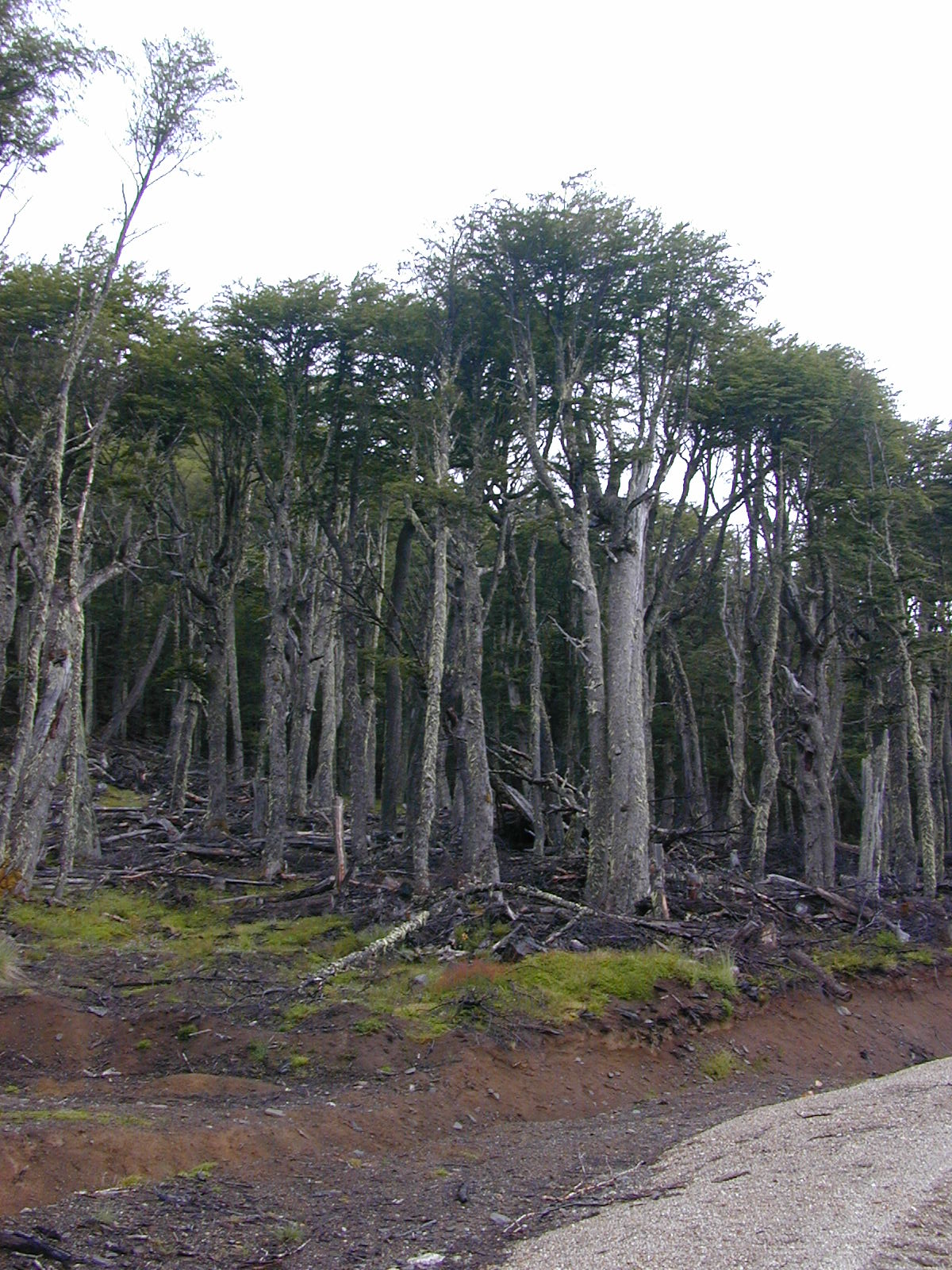
El bosque de lengas domina en los sectores de mayor altitud de la isla Picton y es típico de la región Magallánica

Picton es una isla del sector sudeste del archipiélago de Tierra del Fuego, en el extremo austral de América del Sur. Es de fisonomía boscosa, con lagunas, turberas, serranías, y valles glaciales. Durante muchas décadas fue utilizada como fundo ovino. En su interior corre una cadena de cerros a todo su largo. De las varias lagunas que posee la isla, destacan en especial el racimo agrupado en su sector sudeste, y en el centro insular, la mayor laguna, de 3500 m de largo por 1200 m de ancho, la que desagua hacia el norte, desembocando en la caleta Banner, un puerto natural situado frente a la pequeña isla Gardiner, también chilena, la que cuenta con un faro. Al oeste suma otro puerto natural en una pequeña caleta. Hacia el norte se encuentra la isla Grande de Tierra del Fuego, y entre ambas el Brazo Moat del canal de Beagle. A medio camino y en medio del canal, se encuentran las argentinas islas Becasses, próximas al extremo noroeste de Picton: la punta Ganado. En las aguas que la rodean se encuentran varias islas, todas chilenas: isla Jorge, islas Hermanos, y más allá, el islote Solitario y el islote Snipe. Hacia el oeste se encuentra la costa noreste de la isla Navarino, y en esta el Puerto Toro —el poblado más austral del mundo—, que está separado de la isla Picton por el profundo paso Picton —un brazo austral del canal de Beagle o entrada por el sur a él—. Al noreste —al norte de la Rada Picton— se encuentra, rodeada por las aguas de la bahía Moat, otra isla de Chile, la pequeña isla Reparo, entre punta Nordeste y el cabo María —el extremo sudeste de Picton—. Hacia el sur limita con la bahía Oglander, que la separa de las islas Nueva y Lennox. Sus suelos son del tipo de los Distrocrieptes, del orden de los Inceptisoles. 
Posee una superficie de 105 km², un largo máximo de 21,1 km, un ancho máximo de 7,6 km, y un perímetro de 56 km. El centro de la isla se sitúa en las coordenadas: 55° 4′ 31.54″ S 66° 53′ 16.00″ O. 

### Asignación oceánica
La ubicación oceánica de la isla Picton fue objeto de debate en el pasado. Según Chile está forma parte del océano Pacífico Sur y para Argentina era una isla atlántica este conflicto acabó luego del laudo Arbitral, en el cual tras Tratado de Paz y Amistad de 1984 ambos países reconocieron la teoría de Chile y la soberanía de este último. 
En el laudo Arbitral, a idéntico resultado a la tesis chilena, arribaron, aunque con algunos reparos, los juristas del laudo Arbitral, tomando al grupo PNL como una unidad. De igual manera la OHI considera por lo menos a Picton y a Nueva al estar dentro del canal Beagle (en su totalidad del Pacífico) la primera en forma completa y la segunda bañada por dichas aguas en el norte y oeste; pero no es muy claro sobre a que océano dicho organismo señala que pertenecen la isla Lennox y los islotes hasta el cabo de Hornos.

### Clima

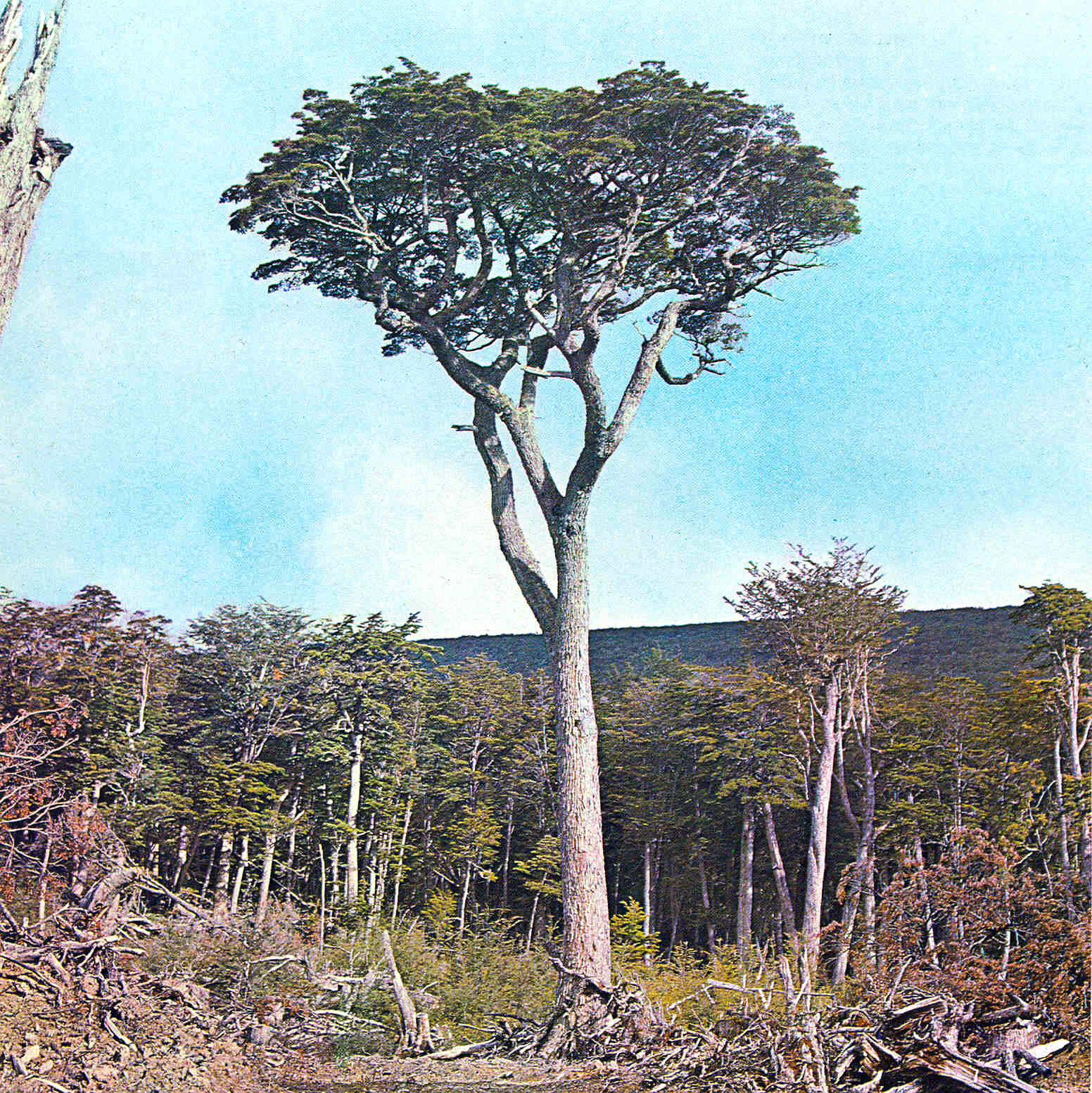
El Coihue de Magallanes, es el árbol característico de los sectores más húmedos que poseen baja altitud.

En la isla Picton, la temperatura media anual es de 6 °C, con escasa oscilación térmica anual. Las precipitaciones, que en invierno suelen ser en forma de nieve, están repartidas equitativamente a lo largo del año sumando un total que ronda los 550 mm, pero, si bien parecerían exiguas, a causa de la constante temperatura baja se tornan suficientes para convertir a la isla Picton en un territorio de clima húmedo; también ayuda para ello el alto promedio de días con alguna precipitación, siendo también alto el número de días nublados o brumosos. Puede haber nevadas en cualquier época del año, aunque son particularmente copiosas en el invierno austral.
Fuertes vientos desde el cuadrante oeste, originados en el Pacífico, suelen azotar la isla Picton, razón por la cual los árboles desprotegidos de las tempestades crecen siguiendo la dirección del viento, lo cual hace que, en razón de su forma, sean llamados "árboles-bandera" por la inclinación que son forzados a tomar.
En la clasificación climática de Köppen, el clima de Picton es del tipo templado, húmedo todo el año, y con verano frío «Cfc». Este clima es llamado también: clima oceánico frío, o subpolar oceánico. Según otros autores es una variante fría del «patagónico húmedo».

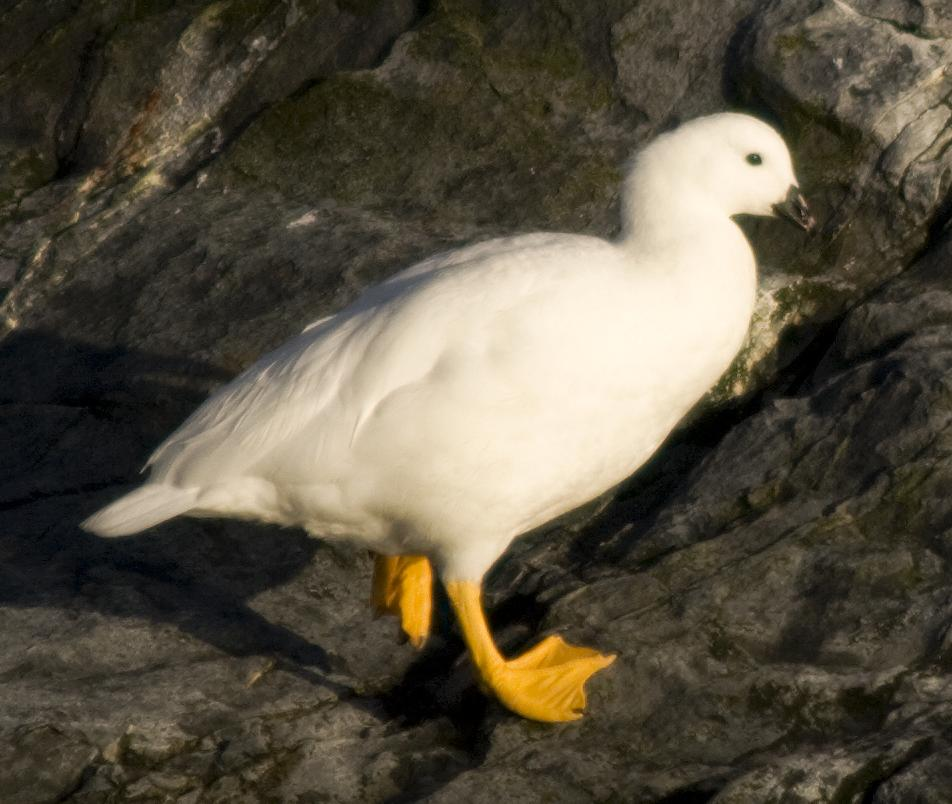
El caiquén de mar o caranca.

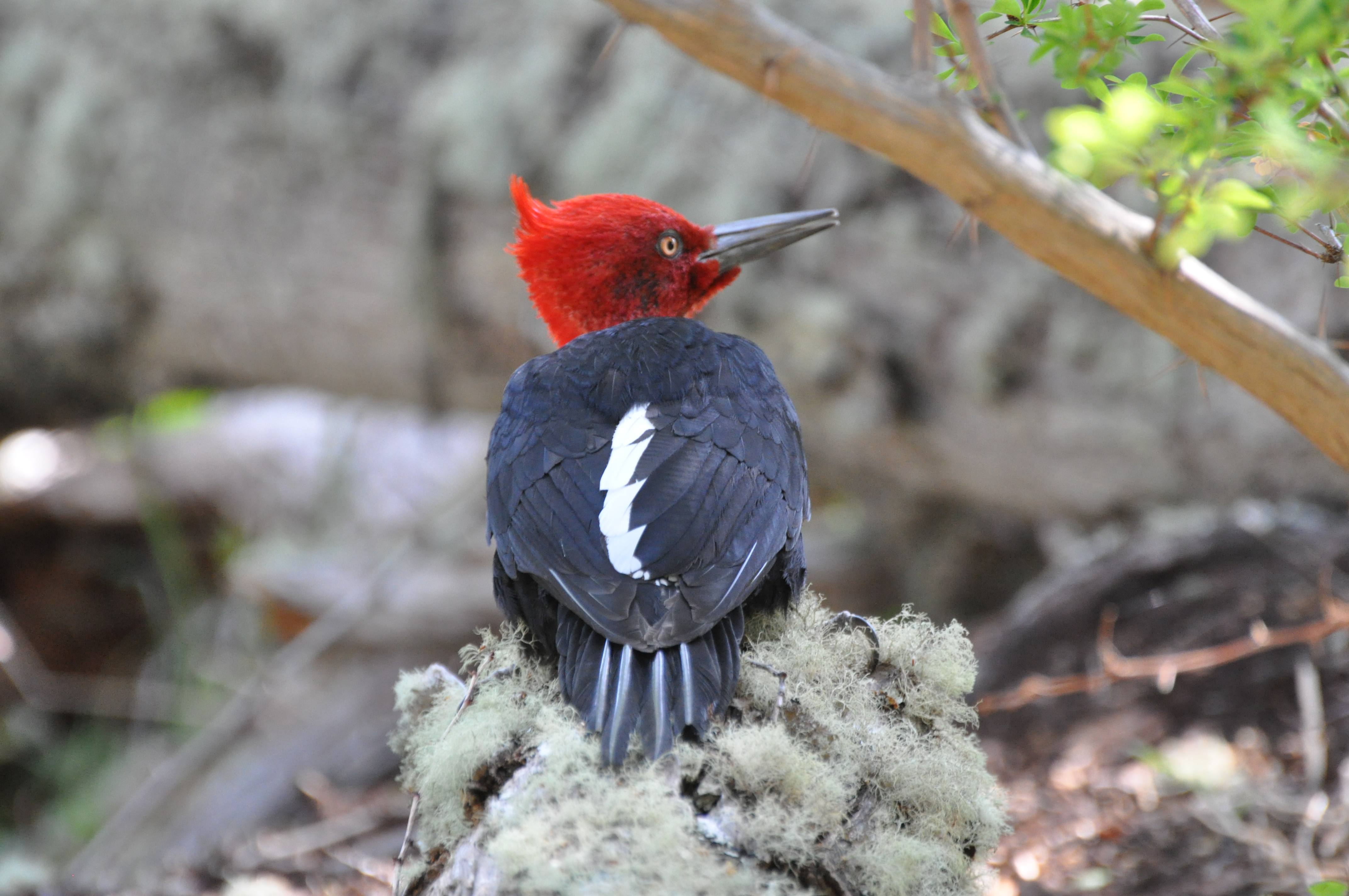
El carpintero magallánico (Campephilus magellanicus), el pájaro carpintero más austral del mundo.

## Patrimonio biológico

### Flora
Fitogeográficamente, buena parte de la isla Picton se inserta en dos distritos de la provincia fitogeográfica subantártica. En los sectores de mayor altitud o alejados a las costas marinas el dominante es el distrito fitogeográfico subantártico del bosque caducifolio; este bosque caduco presenta como especies características a la lenga (Nothofagus pumilio), el ñirre (Nothofagus antarctica), el notro (Embothrium coccineum), etc. En sectores más húmedos, y de baja altitud se presenta el bosque siempreverde del distrito fitogeográfico subantártico magallánico, presentando como especies características al guindo o cohiue de Magallanes (Nothofagus betuloides), el huayo (Maytenus magellanica), el canelo (Drimys winteri), etc.
Son también frecuentes las comunidades de turbales en sectores empapados de aguas ácidas, las que junto con las temperaturas bajas, reducen al mínimo la acción de microorganismos descomponedores. Son dominados por distintas especies, destacando los musgos, los cuales forman una densa capa superficial. En hábitats de altura se encuentran formaciones de plantas en cojín y praderas de líquenes, o formaciones de tundra, entre estas los humedales de juncáceas y turberas de musgos Sphagnum. En algunos sectores se presentan los arbustales magallánicos.
La isla es parte de la «reserva de biosfera Cabo de Hornos».

### Fauna

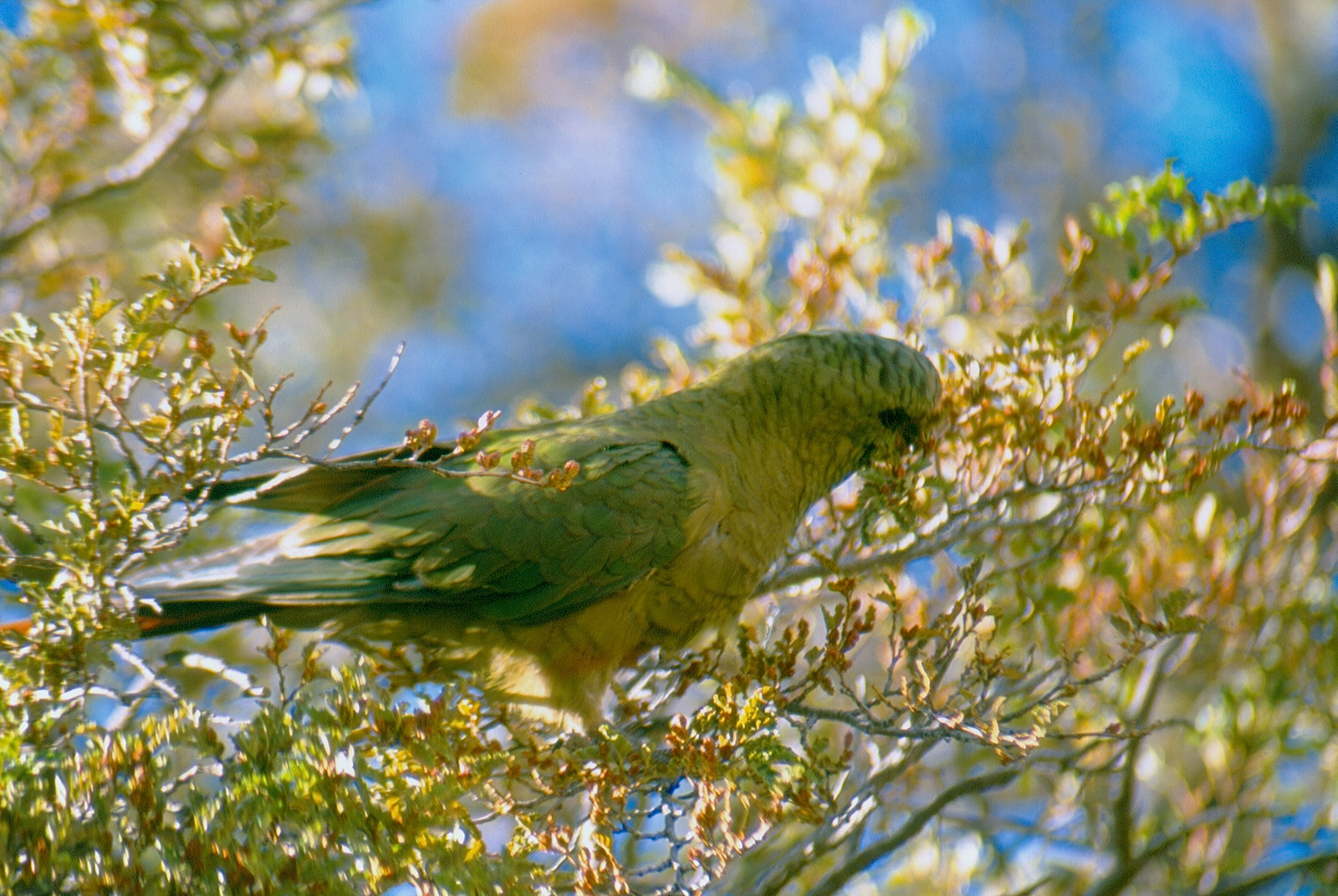
La cachaña (Enicognathus ferrugineus), la especie de loro que habita más al sur que cualquier otra.

Las aguas que rodean a la isla Picton cuentan con especies faunísticas típicas del sudeste del océano Pacífico. En sus aguas y costas se encuentran albatros (Diomedeidae), gaviotas australes (Larus scoresbii), patos vapor del Pacífico (Tachyeres pteneres), carancas o caiquenes de mar (Chloephaga hybrida), pilpilenes australes (Haematopus leucopodus), cormoranes imperiales (Leucocarbo atriceps), petreles (Procellariidae), lobos marinos de un pelo (Otaria flavescens) y de dos pelos (Arctophoca australis australis) y, posiblemente, alguna nutria marina o chungungo (Lontra felina).
En los bosques de la isla llama la atención el pájaro carpintero más austral del mundo: el carpintero magallánico (Campephilus magellanicus), al igual que la especie de loro que habita más al sur que cualquier otra: la cachaña (Enicognathus ferrugineus).

## Historia
Si bien está prácticamente deshabitada y tienen poco tamaño, posee una posición estratégica al situarse sobre el canal Beagle, paso entre el océano Pacífico y el océano Atlántico.

### Primitivos habitantes de Picton y primeros encuentros con occidentales

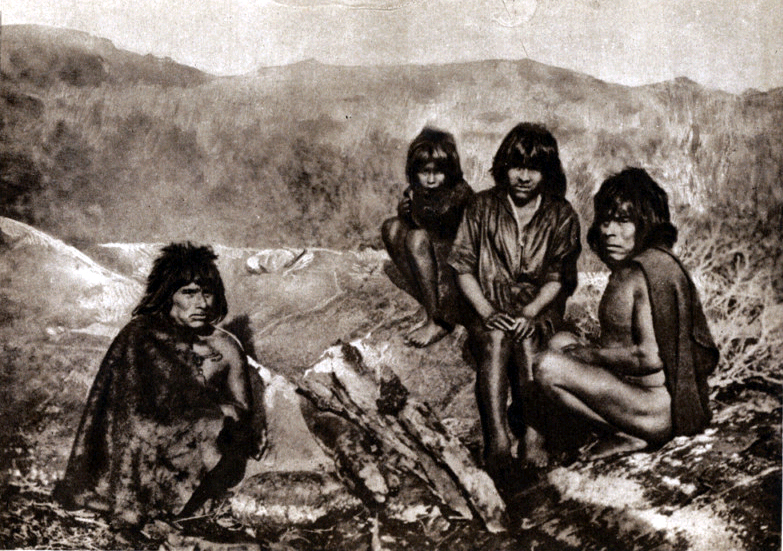
Familia Yagán; los primitivos habitantes de la isla Picton.

La isla era frecuentada por los yaganes o yámanas, su población original, indígenas de cultura canoera. Los primeros encuentros con la cultura occidental se produjeron con el bergantín HMS Beagle al mando de Robert Fitz Roy durante las décadas de 1820 y 1830. 
En 1848 el misionero anglicano británico Allen Gardiner desembarcó en la isla Picton, con la intención de instalar una nueva misión, pero al día siguiente abandonó todo. A principios de 1851 se trasladó nuevamente a la isla Picton con una serie de lanchas metálicas, con la intención de trasladarse posteriormente a un lugar menos inhóspito. La llegada de los yaganes complicó la situación, ya que estos —acostumbrados a los regalos de los misioneros y carentes del concepto de propiedad— se llevaron todo lo que tenían a mano. Carentes de todo alimento, Gardiner y sus compañeros tardaron varios días en abandonar la isla Picton hacia la isla Grande de Tierra del Fuego, debido a que las lanchas metálicas eran muy inadecuadas para maniobrar en un mar ventoso. Cuando finalmente abandonaron Picton, dejando allí un cartel en que pedían desesperadamente ayuda, y cruzaron a la bahía Aguirre, un lugar que si bien está protegido de los vientos, se sitúa en el fondo de un golfo alejado de las vías de navegación, y sin embarcaciones adecuadas en las que pudiera abandonar el lugar. Siguió escribiendo su diario hasta que se le acabaron las provisiones; él y todos sus compañeros murieron de hambre entre junio y el 6 de septiembre de 1851, fecha en que se cree habría muerto el último sobreviviente, el mismo Gardiner. Sus cadáveres fueron rescatados en octubre de ese año, por un barco fletado por su amigo, el comerciante Samuel Lafone.
En 1888 fue descubierto oro en la isla Lennox, lo que desató también el interés en la isla Picton. Desde 1890 se produjo una invasión en la zona de unos 800 buscadores de oro, que desalojaron a los indígenas.

### Siglo XX
A principios del siglo XX, el oro se agotó y la isla Picton junto con las otras islas quedaron deshabitadas. En el año 1891 se construyó una Subdelegación Marítima en la isla Picton. En la década de 1950 se crea el puesto de vigilancia naval: «Puerto Banner» en la isla Picton con el objetivo de: «aﬁrmar la soberanía nacional y ejercer la vigilancia jurisdiccional, y cumplir valiosas tareas de observación meteorológica». En la década de 1960, durante la presidencia de Eduardo Frei Montalva se mejoró la infraestructura de «Caleta Piedra» en la isla Picton.
En la isla Picton se construyó un aeródromo denominado Yocalía; si bien refiere a un término en lengua Yagán, su ausencia en cartas antiguas y su inclusión en cartas recientes indica que se trata de un neotopónimo.

### Siglo XXI
«Alcaldía de Mar Picton»
En el año 2013 en la caleta Banner de esta isla se inauguró la «Alcaldía de Mar Picton». La misma depende de la «Capitanía de Puerto de Puerto Williams», bajo la jurisdicción del «Distrito Naval Beagle». 
El Alcalde de Mar asignado, quien reside junto a su esposa y sus dos hijos, administra el sistema de comunicaciones y controla la estación meteorológica automática digitalizada. También apoya al tráfico de buques que transitan desde y hacia las aguas del Beagle oriental, brindándoles seguridad en la navegación e información meteorológica, vital en una zona de clima extremo. Él y su familia son los únicos habitantes permanentes de la isla. 
La estructura edilicia se encuentra dividida en cinco habitaciones, las que suman 240 m².

## El diferendo sobre la soberanía de la isla Picton

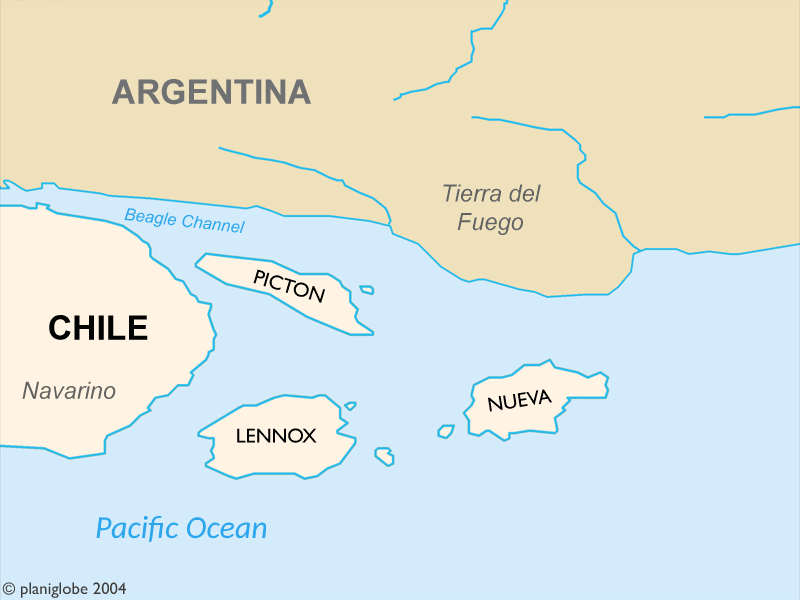
La isla Picton según su asignación jurídica.

El Conflicto del Beagle es la controversia entre la Argentina y Chile respecto de la soberanía de la isla Picton y otras islas del canal Beagle. Para resolverlo, en 1971 ambos países solicitaron al gobierno del Reino Unido de Gran Bretaña e Irlanda del Norte, formar una corte arbitral de cinco jueces de la Corte Internacional de Justicia para que se expidiese una resolución formal en relación con su soberanía. La tesis argentina señalaba que de los dos brazos en que se divide el canal al llegar desde el oeste a la isla Picton, se debería considerar como el principal al brazo Picton para trazar el límite, el cual discurre entre esta isla y Navarino, por ser de mayor profundidad que el que el canal Moat, el cual corre entre Picton-Nueva y la isla Grande. La Corte, por medio del Laudo Arbitral de 1977, consideró que no era su atribución establecer cuál de los brazos era el principal curso del Beagle, sino que debía establecer cuál era el curso al que se refiere el Tratado de 1881, inclinándose finalmente por la tesis chilena, la cual estimaba que este era el brazo Moat. Así, se reconoció como chilena la isla Picton y la totalidad de las islas ubicadas al sur de dicho brazo, más las profundas proyecciones marítimas que el derecho internacional les otorgaba. 
Posteriormente, dicho laudo fue declarado nulo por la Argentina, argumentando múltiples causas, entre la que destacaba el hecho de que la corte decidió sobre el estatus de otros territorios en litigio fuera del área acotada para ser delimitada (otorgándoselos a Chile). Con esta declaración la Argentina intentaba reabrir nuevamente el desacuerdo austral exclusivamente en el plano de la negociación bilateral, para intentar conseguir, bajo la amenazada de una declaración de guerra, conseguir un reparto menos lapidario de los territorios que el laudo reconoció a Chile, especialmente en lo que respecta a la profunda proyección hacia lo que Argentina consideró océano Atlántico que dicho dictamen confería a las islas chilenas, sin embargo, ese sector era considerado Pacífico por Chile de acuerdo a la tesis de delimitación natural entre los océanos Pacífico y Atlántico Sur por el arco de las Antillas Australes postulada por dicho país. Esta creciente tensión llegó, en diciembre de 1978, casi al borde de la guerra, la cual se pudo evitar en el último momento gracias a la mediación del papa Juan Pablo II. Finalmente, tras el retorno de la República Argentina a la democracia y haber aprobado en una consulta popular no vinculante la propuesta papal, ambos países firmaron en 1984 el Tratado de paz y amistad en el cual la Argentina reconoció la soberanía chilena sobre la isla Picton y otras islas en disputa. Como contrapartida, Chile aceptó limitar la proyección marítima que el derecho internacional otorgó a sus archipiélagos australes.

## Campos minados
Como secuela de dicho conflicto, la isla Picton es un área vedada para la población civil, pues alberga 5 campos minados con 1307 minas activas, distribuidos en proximidades del acceso principal y en las zonas de Las Casas y Banner. No fueron colocadas por la Armada de Chile en el año 1978 sino entre mayo y julio de 1983, pues la dictadura en Chile de esa época temía que el gobierno militar argentino, que desfallecía tras la derrota en la guerra de las Malvinas, intente un último golpe de suerte, el cual nunca llegó.
En el año 2009, la Armada estaba comenzando el proceso de desminado total en la isla Picton, como etapa del «Plan de Desminado Nacional», el cual tiene como objetivo que para al año 2016 Chile esté completamente libre de minas antipersonales, cumpliendo así con el compromiso firmado en la Convención de Ottawa sobre la Prohibición del Empleo, Almacenamiento, Producción y Transferencia de Minas Antipersonales, el cual Chile suscribió el 3 de diciembre de 1997, incorporándolo a su ordenamiento jurídico interno al promulgar la ley y publicarla en el Diario Oficial el D.S. del Ministerio de RR.EE., el 9 de marzo de 2002.